# Gretchen Bleiler
Gretchen Bleiler (ur. 10 kwietnia 1981 w Toledo) – amerykańska snowboardzistka, wicemistrzyni olimpijska.

## Kariera
Po raz pierwszy na arenie międzynarodowej pojawiła się 19 grudnia 1998 roku w Mount Bachelor, gdzie w zawodach Pucharu Kontynentalnego zajęła 31. miejsce w halfpipe'ie. Nigdy nie wystąpiła na mistrzostwach świata juniorów. W zawodach Pucharu Świata zadebiutowała 6 lutego 1999 roku w Park City, zajmując dziesiąte miejsce w tej konkurencji. Tym samym już w swoim debiucie wywalczyła pierwsze pucharowe punkty. Pierwszy raz na podium zawodów tego cyklu stanęła 25 lutego 2001 roku w Asahikawie, wygrywając rywalizację w halfpipe’ie. W zawodach tych wyprzedziła Francuzkę Doriane Vidal i swą rodaczkę, Kelly Clark. Łącznie osiem razy stawała na podium zawodów PŚ, odnosząc przy tym jeszcze cztery zwycięstwa: 10 lutego 2005 roku w Bardonecchii, 11 marca 2006 roku w Lake Placid, 12 listopada 2006 roku w Saas Fee i 10 marca 2007 roku w Lake Placid triumfowała w halfpipe’ie. Najlepsze wyniki osiągnęła w sezonie 2006/2007, kiedy to zajęła 24. miejsce w klasyfikacji generalnej, a w klasyfikacji halfpipe’a była piąta.
Największy sukces w karierze osiągnęła w 2006 roku, kiedy na igrzyskach olimpijskich w Turynie zdobyła srebrny medal w halfpipe’ie. Rozdzieliła tam na podium rodaczkę Hannah Teter i Kjersti Buaas z Norwegii. Na rozgrywanych cztery lata później igrzyskach w Vancouver była jedenasta w halfpipe’ie. Była też między innymi jedenasta w halfpipe’ie na mistrzostwach świata w Madonna di Campiglio w 2001 roku. Wywalczyła też sześć medali na Winter X-Games, w tym złote w swej koronnej konkurencji w latach 2003, 2005, 2008 i 2010.
W 2014 roku zakończyła karierę.

## Osiągnięcia

### Igrzyska olimpijskie
| Miejsce | Dzień     | Rok  | Miejscowość | Konkurencja | Zwyciężczyni |
| ------- | --------- | ---- | ----------- | ----------- | ------------ |
| 2.      | 13 lutego | 2006 | Turyn       | Halfpipe    | Hannah Teter |
| 11.     | 18 lutego | 2010 | Vancouver   | Halfpipe    | Torah Bright |

### Mistrzostwa świata
| Miejsce | Dzień       | Rok  | Miejscowość          | Konkurencja | Zwyciężczyni  |
| ------- | ----------- | ---- | -------------------- | ----------- | ------------- |
| 11.     | 27 stycznia | 2001 | Madonna di Campiglio | Halfpipe    | Doriane Vidal |
| 20.     | 20 stycznia | 2007 | Arosa                | Halfpipe    | Manuela Pesko |

### Puchar Świata

#### Miejsca w klasyfikacji generalnej
- sezon 1998/1999: 106.
- sezon 1999/2000: 97.
- sezon 2000/2001: 46.
- sezon 2001/2002: -
- sezon 2002/2003: -
- sezon 2004/2005: -
- sezon 2005/2006: 74.
- sezon 2006/2007: 24.
- sezon 2008/2009: 60.
- sezon 2009/2010: 85.
  - AFU[3]
- sezon 2010/2011: -
- sezon 2011/2012: -
- sezon 2012/2013: 70.
- sezon 2013/2014: 11.

#### Zwycięstwa w zawodach
1. Asahikawa – 25 lutego 2001 (halfpipe)
2. Bardonecchia – 10 lutego 2005 (halfpipe)
3. Lake Placid – 11 marca 2006 (halfpipe)
4. Saas Fee – 12 listopada 2006 (halfpipe)
5. Lake Placid – 10 marca 2007 (halfpipe)

#### Pozostałe miejsca na podium w zawodach
1. Sapporo – 3 marca 2002 (halfpipe) - 3. miejsce
2. Tandådalen – 22 marca 2002 (halfpipe) - 2. miejsce
3. Valle Nevado – 13 września 2002 (halfpipe) - 2. miejsce
4. Bardonecchia – 11 lutego 2005 (halfpipe) - 2. miejsce
5. Bardonecchia – 7 lutego 2009 (halfpipe) - 3. miejsce
6. Cardrona – 26 sierpnia 2009 (halfpipe) - 3. miejsce
7. Cardrona – 24 sierpnia 2013 (halfpipe) - 3. miejsce
8. Copper Mountain – 21 grudnia 2013 (halfpipe) - 3. miejsce

- W sumie (5 zwycięstw, 3 drugie i 5 trzecich miejsc).